# بلدية الكويت
تأسست بلدية الكويت في 13 أبريل 1930م بعد أن قام الشيخ يوسف بن عيسى القناعي بزيارة إلى البحرين في يوليو 1928 م حيث شاهد بلدية البحرين التي أنشئت في عام 1919 م وبعد ذلك كتب مقالة بعنوان الحكم الشرعي في تاريخ البلديات وبعد ذلك طرحت فكرة إنشاء البلدية على حاكم الكويت الشيخ أحمد الجابر الصباح الذي اقتنع بالفكرة ووافقه على إنشاء بلدية الكويت لتسهم في مسئولية النهوض بالبلاد بمختلف المجالات الصحية والاجتماعية ولتمارس نشاطها من خلال مجلس بلدي منتخب يرعي مصالح المواطنين. 	
وبعد عام من تأسيس البلدية صدر قانون البلدية حيث نصت مادتة الأولى بأن يتألف المجلس البلدي من اثنى عشر عضوا ورئيسا.
فبلدية الكويت منذ نشأتها تمتلك الشخصية المستقلة فلها نظمها وقوانينها الخاصة حيث كان المجلس البلدي يقوم بدور التخطيط والتوجية والرقابة ويقوم مدير البلدية والجهاز التنفيذي بإنجاز وتنفيذ الأعمال، ففي بداية نشأة البلدية كان الجهاز الإداري يتكون من المدير العام وكاتب الإدارة وعدد من المحصلين وعمال تنظيف الأسواق والحراس وانحصرت أعمال البلدية في النظافة والمراقبة وتحصيل الرسوم وكان مقر البلدية في مكتب صغير داخل حانوت مستأجر في السوق وفي عام 1933م انتقلت البلدية إلى مقرها في ساحة الصفاة.
استمر العمل بقانون البلدية حتى سنة 1954 م حين صدر قانون جديد نصت مادتة الأولى أن يكون للبلدية شخصية حكيمة ذات استقلال مالي تعمل على تقدم المدينة عمرانيا وصحيا واجتماعيا ومدنيا ليمارس المجلس البلدي سلطة الإشراف والتوجيه. اما السلطة التنفيذية فيمارسها رئيس البلدية ويعاونة مدير البلدية، ويتألف الجهاز التنفيذي من دوائر الشئون الإدارية والمالية والفنية والصحية. ومع نهاية الخمسينات تألف في البلاد مجلس أعلى ضم رؤساء الدوائر الحكومية في الكويت والبعض من أصحاب الرأى والخبرة.
وسرعان ما تطورت بلدية الكويت وأصبحت من البلديات الرائدة في المنطقة وفي هذه المرحلة وضعت قوانين منها قانون البلدية لسنة 1960 م الذي نصت مادته الثانية على الآتي : أن تعمل البلدية على تقدم الكويت عمرانيا وصحيا عن طريق تنظيم المدينة وتجميلها ووقاية الصحة العامة وتأمين سلامة المواد الغذائية والمحافظة على الراحة العامة في المساكن والطرقات واتخاذ ما يؤدي إلى تقدم الكويت ورفاهية سكانها. 	

## بداية البلدية
في بداية الأمر كان الجهاز الإداري للبلدية بسيطاً للغاية يتكون من المدير وكاتب الإدارة وعدد محدود من المحصلين وعمال تنظيف الأسواق والحراس، واختصرت أهداف البلدية منذ نشأتها في النظافة والمراقبة وتحصيل الرسوم، ثم تطور الجهاز ليضم كاتباً لمسك الدفاتر ومحاسبة المحصلين، وسرعان ما ضم ناظراً للمراقبين وأميناً للمستودعات وعددًا آخر من المراقبين للدواب والعربات ومراقبين للأسواق والذبح في الساحل ومناطق الشرق والقبلة والمحلات الجديدة والمرقاب وللموازين في الفرضة والساحل وسوق الصفاة وسوق الخضرة وسوق السمك، كما ضم أيضاً مراقباً للمناطق الخارجية مثل حولي والنقرة بالإضافة إلى المزيد من العمال والكاتبين، ومع استمرار التطور عين مراقب للفنطاس ورئيس للكُتاب وكاتب للرخص ثم عين مساعد لمراقب أراضي الفنطاس وأبو حليفة والفحيحيل والشعيبة وكانت مهمة هؤلاء المراقبين تنفيذ قانون البلدية الذي يمنع أي فرد من التخطيط والبناء إلا بعد مراجعة البلدية.

## افرع البلدية
- فرع محافظة العاصمة
- فرع محافظة الاحمدي
- فرع محافظة الفروانية
- فرع محافظة الجهراء
- فرع محافظة مبارك الكبير
- فرع محافظة حولي

## المجلس البلدي
تجري انتخابات المجلس البلدي كل 4 أعوام تنقسم الكويت من خلالها 10 دوائر ويمثل كل دائرة عضو منتخب وتعين الحكومة 6 أعضاء باختيارها ليصبح مجموع أعضاء المجلس البلدي 16 عضو 10 منتخبين بشكل مباشر و6 معينين.

## وصلات خارجية
موقع بلدية الكويت